# تيم غروفر
تيم سينغ غروفر (بالإنجليزية: Tim Singh Grover)‏ هو رجل أعمال ومتحدث تحفيزي ومدرب شخصي ومالك شركة (Attack Athletics). يُعرف غروفر بتدريبه لبعض الرياضيين الأكثر شهرة في العالم، بما في ذلك كوبي براينت ودواين ويد ومايكل جوردان.

## النشأة
تعود أصول والدي غروفر إلى الهند، وقد انتقلا إلى لندن بمجرد زواجهما. وُلِدَ غروفر وشقيقه في لندن. كانت والدته ممرضة، وقررت العمل في الولايات المتحدة لأنها أرادت حياة أفضل لأطفالها.[بحاجة لمصدر] عاشت بمفردها في شيكاغو لمدة عام حتى أصبح لديهم ما يكفي من المال لبقية أفراد العائلة للانضمام إليها. انتقل غروفر إلى شيكاغو عندما كان في الرابعة من عمره. تولى والده وظيفة في قبو المستشفى حيث يتعامل مع الجثث.

## مسيرته
حصل غروفر على درجة البكالوريوس والماجستير في علم الحركة من كلية العلوم الصحية التطبيقية بجامعة إلينوي في شيكاغو.
في عام 2010، منحتهُ جامعة إلينوي جائزة الإنجاز مدى الحياة؛ وتم إلحاقه لاحقًا في قاعة مشاهير الجامعة.
وفي عام 2018، حصل على جائزة إنجاز الخريجين المتميزين من كلية العلوم الصحية التطبيقية (AHS).
في عام 2020، ظهر غروفر في المسلسل الوثائقي الرياضي الرقصة الأخيرة، الذي أنتجته قناة ESPN، ويُركّز على مسيرة مايكل جوردان وشيكاغو بولز خلال موسم لقب البطولة 1997-1998.

## المنشورات
- Relentless: From Good to Great to Unstoppable
- Winning: The Unforgiving Race to Greatness